# Adrenoleucodistrofia
A adrenoleucodistrofia, também conhecida pelo acrônimo ALD, é uma doença genética rara, incluída no grupo das leucodistrofias, e que tem duas formas, sendo a mais comum a forma ligada ao cromossomo X, sendo uma herança ligada ao sexo de caráter recessivo transmitida por mulheres portadoras e que afeta fundamentalmente homens.
O causador é um gene mutante localizado no cromossomo X. Afeta as células  brancas do cérebro, bem como o sistema nervoso. Além de alterar o metabolismo dos peroxissomos, codificando a síntese da proteína ALDO., relacionada ao metabolismo lipidico.

O filme Lorenzo's Oil ("O óleo de Lorenzo") trata da manifestação da doença e da busca pela cura por parte dos pais de Lorenzo Odone, menino portador de ALD, sendo baseado em uma história real.

## Como ocorre
Na ALD, a atividade anormal dos peroxissomos leva a um acúmulo excessivo de ácidos graxos de cadeia muito longa (AGCML) constituídos de 24 ou 26 átomos de carbono em tecidos corporais, sobretudo no cérebro e nas glândulas adrenais. A consequência desse acúmulo é a destruição da bainha de mielina, o revestimento dos axônios das células nervosas, afetando, assim, a transmissão de impulsos nervosos.
O gene defeituoso que ocasiona a doença está localizado no lócus Xq-28 do cromossomo X. Tal gene é responsável pela codificação de uma enzima denominada ligase acil CoA gordurosa, que é encontrada na membrana dos peroxissomos e está relacionada ao transporte de ácidos graxos para o interior dessa estrutura celular. Como o gene defeituoso ocasiona uma mutação nessa enzima, os AGCML ficam impedidos de penetrar nos peroxissomos e se acumulam no interior celular. Os mecanismos precisos através dos quais os AGCML ocasionam a destruição da bainha de mielina ainda são desconhecidos.
A incidência de ALD é de cerca de 1 para cada 20.000 indivíduos. As possibilidades de descendência a partir de uma mulher portadora da ALD e homem normal são :
- 25% de chances de nascer um filho normal;
- 25% de chances de nascer um filho afetado;
- 25% de chances de nascer uma filha normal;
- 25% de chances de nascer uma filha portadora heterozigota.

As chances de descendência para um homem afetado e mulher homozigotia dominante, por sua vez, são:
- Se tiver filhas, serão todas portadoras do gene, porém normais;
- Se tiver filhos, serão todos normais.

## Formas básicas da doença

### Neonatal
Manifesta-se nos primeiros meses de vida. Os genes anormais que causam a forma neonatal da ALD estão localizados no cromossomo X, o que significa que pode afetar tanto meninos quanto meninas. 
- Período de sobrevida: 5 anos.
- Sintomas: Retardo Mental ; disfunção adrenal; deterioração neurológica; degeneração retinal; convulsões; hipertrofia do fígado; anomalias faciais; músculos fracos.

### Clássica ou infantil
Forma mais grave da ALD, desenvolvida por cerca de 35% dos portadores da doença. Manifesta-se no período de 4 a 10 anos de idade.
- Período de sobrevida: de 4 a 10 anos.
- Sintomas: Problemas de percepção; disfunção adrenal; perda da memória, da visão, da audição, da fala; deficiência de movimentos de marcha; demência grave.

### Adulta (AMN)
Forma mais leve que a clássica. Manifesta-se no início da adolescência ou no início da idade adulta.
- Período de sobrevida: Décadas.
- Sintomas: Dificuldade de deambulação; disfunção adrenal; incontinência urinária; deterioração neurológica.

### ALD em mulheres
Embora a doença se manifeste principalmente em homens, mulheres portadoras também podem desenvolver uma forma leve da ALD.
- Período de sobrevida: Décadas.

- Sintomas: ataxia e fraqueza ou paralisação dos membros inferiores.

## Tratamento
Pacientes com ALD devem ser testados periodicamente para a função das glândulas adrenais. O tratamento com hormônios das glândulas adrenais é indicado para salvar vidas. Os tratamentos dos sintomas da ALD incluem fisioterapia, apoio psicológico e educação especial. Há evidências de que o tratamento pelo óleo de Lorenzo pode reduzir ou adiar os efeitos da ALD em meninos afetados pela variante genética associada ao cromossoma X. Transplantes de medula trazem benefícios a longo prazo quando os efeitos começam a se manifestar, mas a cirurgia tem altos riscos de mortalidade e morbidade, e não é recomendada para quem tem efeitos severos, ou para as formas que se manifestam em adultos ou de forma neonatal. A administração oral do ácido docosa-hexanoico (DHA)  pode ajudar crianças com a forma de ALD neonatal.

## Pesquisas em andamento

SAHA

Em 2011, o uso de suberoilanilida de ácido hidroxâmico (SAHA)  trouxe resultados para a normalização dos ácidos graxos de cadeia muito longa, bem como o tratamento das inflamações secundárias, mas por ser mais atual, ainda é pouco utilizado.